# Platygaster dictys
Platygaster dictys är en stekelart som beskrevs av Walker 1836. Platygaster dictys ingår i släktet Platygaster och familjen gallmyggesteklar. Inga underarter finns listade i Catalogue of Life.